# William J. H. Boetcker
William John Henry Boetcker (Hamburgo, 1873-1962) fue un líder religioso estadounidense y un influyente orador. Fue ordenado ministro inmediatamente luego de arribar a los Estados Unidos como un adulto joven. El reverendo Boetcker creció en Erie, Pensilvania y fue ordenado en Brooklyn, Nueva York. 
Rápidamente se ganó la atención como un elocuente orador motivacional, y se suele considerar hoy día como el precursor de los "entrenadores de éxito" contemporáneos como Anthony Robbins.

## Los diez "No puede"
Un político abiertamente conservador, Rev. Boetcker es quizás mejor recordado por su condición de autor de un folleto titulado Los diez Cannots (No puede) en el que enfatiza la libertad y responsabilidad del individuo sobre sí mismo. Publicado originalmente en 1916, es a menudo erróneamente atribuido a Abraham Lincoln. El error al parecer proviene de un folleto impreso en 1942 por una organización conservadora llamada Committee for Constitutional Government (Comité para el Gobierno Constitucional). El folleto llevaba el título de "Lincoln sobre las limitaciones" y contenía algunas citas auténticas de Lincoln en un lado y los "Diez Cannots" en la otra, con las atribuciones cambiadas. 
El error de la acreditación de Lincoln por haber sido la fuente de "Los Diez Cannots" se ha repetido muchas veces desde entonces, sobre todo por Ronald Reagan en un discurso que pronunció en la convención republicana de 1992 en Houston donde se lo adjudicó erróneamente a Abraham Lincoln. Posteriormente el advenimiento de redes sociales como Facebook potenciaron esa confusión. 
Hay variantes menores del folleto en circulación, pero la versión más comúnmente aceptada aparece a continuación,
1. Usted no puede crear prosperidad desalentando el ahorro.
2. Usted no puede fortalecer al débil debilitando al fuerte.
3. Usted no puede ayudar a los pequeños aplastando a los grandes.
4. Usted no puede ayudar al pobre destruyendo al rico.
5. Usted no puede elevar al asalariado presionando a quien paga el salario.
6. Usted no puede resolver sus problemas mientras gaste más de lo que gana.
7. Usted no puede promover la fraternidad de la humanidad admitiendo e incitando el odio de clases.
8. Usted no puede garantizar una adecuada seguridad con dinero prestado.
9. Usted no puede formar el carácter y el valor de un hombre quitándole su independencia, libertad e iniciativa.
10. Usted no puede ayudar a los hombres permanentemente realizando por ellos lo que estos pueden y deben hacer por sí mismos.

Boetcker también habló de los "Siete crímenes nacionales":
1. No pienso.
2. No sé.
3. No me importa.
4. Estoy demasiado ocupado.
5. Dejemos las cosas como están.
6. No tengo tiempo para leer ni descubrir.
7. No me interesa.